# معادلة جبرية

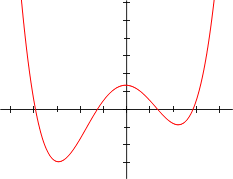

في الرياضيات، المعادلة الجبرية (بالإنجليزية: Algebraic equation)‏ أو معادلة متعددة الحدود (بالإنجليزية: Polynomial equation)‏ أو المعادلة الحدودية هي مساواة بين مقدارين جبريين يحوي أحدهما أو كلاهما متغيرا أو أكثر حيث القيمة العددية للمقدار الأول لا تساوي القيمة العددية للمقدار الثاني إلا مع قيم خاصة للمتغيرات.
على سبيل المثال، معادلة حدودية أحادية المتغير، هي معادلة تأخذ الشكل التالي:
{\displaystyle \qquad a_{n}x^{n}+a_{n-1}x^{n-1}+\cdots +a_{1}x+a_{0}=0}
حيث {\displaystyle {\mathcal {}}a_{i}} هن معاملات المعادلة.
الهدف هو إيجاد جميع قيم المجهول {\displaystyle {\mathcal {}}x}.
يقال عن متعددة للحدود أنها من الدرجة الأولى إذا كانت أعلى قوة ل {\displaystyle {\mathcal {}}x} تظهر في المعادلة هي واحد، وأنها من الدرجة الثانية إذا كانت أعلى قوة ل {\displaystyle {\mathcal {}}x} هي اثنين وهكذا دواليك.
إذن، يقال عن متعددة للحدود أنها من الدرجة {\displaystyle {\mathcal {}}n} إذا كانت أعلى قوة ل {\displaystyle {\mathcal {}}x} هي {\displaystyle {\mathcal {}}n}.
تنص المبرهنة الأساسية في الجبر على أن لكل معادلة حدودية من الدرجة {\displaystyle {\mathcal {}}n} يوجد عدد {\displaystyle {\mathcal {}}n} من الحلول (ذلك إذا احتُسبت الحلول المكررة أي التي يجب أن تعد مرتين). أضف إلى ذلك أن لكل معادلة حدودية ذات معاملات تنتمي إلى مجموعة الأعداد الحقيقية حلولٌ مركبة مترافقة مع بعضها البعض مثنى مثنى. أي أنه يكون دائما هناك حل في شكل {\displaystyle {\mathcal {}}a+ib} وحل آخر في شكل {\displaystyle {\mathcal {}}a-ib}. أما إذا كانت المعاملات عقدية فإن ذلك لا يبقى صحيحا.

## مثال
{\displaystyle y^{4}+{\frac {xy}{5}}={\frac {x^{3}}{7}}-xy^{2}+y^{2}-{\frac {2}{9}}}

## المبرهنة الأساسية في الجبر
إذا اعتبرنا المعادلة التالية:

{\displaystyle {\mathcal {}}x^{2}+2x+1=0}

فإن الحل هو {\displaystyle {\mathcal {}}(-1)} ولكن يتم اعتبار هذا الحل مكررا مرتين لأننا يمكن أن نكتب المعادلة بالشكل التالي:

{\displaystyle {\mathcal {}}x^{2}+2x+1=(x+1)^{2}=(x+1)(x+1)=0}

و لذلك نرى أنه لتكون المعادلة صحيحة يجب أن يكون القوس الأول يساوي صفرا أو الثاني يساوي صفرا وفي كل مرة يعينا ذلك حلا أي أن الحل {\displaystyle {\mathcal {}}(-1)} مكرر مرتين.
كذلك إذا اعتبرنا

{\displaystyle {\mathcal {}}(x-1)^{n}=0}

فإن الحل هو {\displaystyle {\mathcal {}}1} ولكنه مكرر {\displaystyle {\mathcal {}}n} مرة إلخ.... بهذه الطريقة تتم حساب عدد الحلول. وعلى أساس ذلك يكون كما هو مذكور أعلاه لكل معادلة حدودية من الدرجة {\displaystyle {\mathcal {}}n} عدد {\displaystyle {\mathcal {}}n} من الحلول

## المعادلة من الدرجة الأولى
حل المعادلة: {\displaystyle ax+b\,=0} هو {\displaystyle x={\frac {-b}{a}}} حيث {\displaystyle a\neq 0\,}
ونستطيع حل معادلات الدرجة الأولى بكل سهولة فمثلا:
2x+5=10
لحلها نقوم أولا بالتخلص من الحد الثابت وذلك بإضافته معكوسه الجمعي إلى الطرفين، فيصبح 

2x+5-5=10-5 أي 2x=5
بعدها نضرب الطرفين في المعكوس الضربي لمعامل x (أو ببساطة قسمة كلا الطرفين على العدد الموجود أمام x وهو (2)) وبهذا نحصل على x=2.5

## المعادلة من الدرجة الثانية
لحل المعادلة: {\displaystyle {\mathcal {}}ax^{2}+bx+c\,=0}, نحسب المميز {\displaystyle {\mathcal {}}\Delta } المعرف ب: {\displaystyle \Delta =b^{2}-4ac\,}, ويكون للمعادلة حلان هما:
- {\displaystyle x_{1}={\frac {-b-{\sqrt {\Delta }}}{2a}}}
- {\displaystyle x_{2}={\frac {-b+{\sqrt {\Delta }}}{2a}}}.

## المعادلة من الدرجة الثالثة
تاريخيا، حلحلت المعادلات من الدرجة الثالثة خلال القرن السادس عشر الميلادي. لمعادلة تكعيبية ثلاث حلول على الأكثر. لمزيد من العلومات انظر إلى معادلة تكعيبية.

## المعادلة من الدرجة الرابعة
تاريخيا، حلحلت المعادلات من الدرجة الرابعة في عام 1540 قُبيل حلحلة المعادلات من الدرجة الثالثة حيث وجد لودوفيكو فيراري طريقة تمكن من المرور من معضلة حل معادلة من الدرجة الرابعة إلى معضلة حل المعادلة من الدرجة الثالثة. لهذا السبب، لم تكن هذه الحلحلة ذات فائدة، حتى حلحلت المعادلات التكعيبية ذاتها.
بحل المعادلات من الدرجة الثالثة، اكتمل حل المعادلات من الدرجة الرابعة. كاردانو نشر هذين الحلين في كتابه أرس ماغنا عام 1545.
لمزيد من المعلومات، انظر إلى معادلة رباعية.

## المعادلة من الدرجة الخامسة فما فوق
برهن كل من إيفاريست غالوا ونيلس هنريك أبيل، كل واحد على حدى، أن متعددة حدود من الدرجة الخامسة فما فوق في شكلها العام، لا تقبل حلحلة بالجذور. بعض من المعادلات الحدودية الخاصة تقبل حلحلة بالجذور حتى إذا كانت درجتها تفوق الخمسة.
برهن شارل آرميت على إمكانية حلحلة المعادلات من الدرجة الخامسة باستعمال الدوال الإهليلجية.
انظر إلى دالة خماسية وإلى مبرهنة آبل

## طرق رقمية لحل معادلات كثيرة الحدود
- طريقة نيوتن في حل المعادلات